# Ботовська печера
Ботовська печера — печера в Жігаловському районі Іркутської області, за 90 км від селища Жігалово, вниз за течією р. Лени і за 8 км від лівого берега річки, поблизу гирла р. Бота, недалеко від c. Коношалово.
Найпротяжніша печера на території Росії. Складена з пісковика і вапняку. Є заплутаним лабіринтом ходів, що йдуть в глиб гірського масиву.
Печеру відкрив невідомий мисливець, який, переслідуючи ведмедя, виявив вхід в печеру. Перші дослідження печери були проведені геологами в 1947, тоді ж було досліджено і описано перші 300 м. Ретельніші дослідження не проводилися до 1980-х років. На 2005 відомо, що довжина печери становить не менше 60817 м, з амплітудою 6 м. До кінця печера ще не пройдена, тому її довжина може виявитись більшою.
У печері є постійні озера завдовжки до 10 м і завглибшки до 1,5 м. На відстані близько 2 км від найближчого входу в печеру був знайдений скелет печерного ведмедя — Ursus Selenarctos (деревний ведмідь). Вік знахідки становить понад 40 000 років. Це єдина знахідка цієї тварини на території Сибіру.